# John Barron
John Barron (Marylebone, Londres, 24 de desembre de 1920 - 3 de juliol de 2004) va ser un actor anglès. Tot i que Barron era una cara coneguda a la televisió britànica dels anys cinquanta, se’l recorda sobretot pel seu paper a la comèdia de la BBC The Fall and Rise of Reginald Perrin (1976–79) interpretant a CJ, el prepotent cap de Perrin, després empleat. L'espectacle també va donar a Barron l'eslògan memorable: "I didn't get where I am today by..." (no hauria arribat on estic...).

## Biografia
Barron es va interessar en actuar des de ben petit. Pel seu 18è aniversari, el seu padrí va pagar la seva entrada a RADA. Després de ser tinent a la Marina Reial durant la Segona Guerra Mundial, va tornar als escenaris interpretant. A la dècada de 1950 va passar a un paper de director, període durant el qual va conèixer Leonard Rossiter.
Des de mitjans dels anys cinquanta es va implicar més en la televisió i després en el cinema. Les seves pel·lícules inclouen The Day the Earth Caught Fire (1961), Jigsaw (1962), Incense for the Damned (1970), Hitler: The Last Ten Days (1973), Clash of Loyalties (1983), To Catch a King (1984) i Thirteen at Dinner (1985). Durant la seva carrera, també va aparèixer en sèries de televisió tan populars com Crown Court, The Avengers, Emergency - Ward 10, All Gas and Gaiters, Undermind, The Saint, Department S, Doomwatch, Timeslip, Potter, To the Manor Born, Whoops Apocalypse i Sí, ministre. Tot i que va tenir papers de llarga durada en drames populars com la sèrie policial Softly, Softly (on va interpretar l'ajudant de policia entre el 1967 i el 69), el seu paper més conegut va ser a la comèdia de situació The Fall and Rise of Reginald Perrin, que va començar el 1976 protagonitzat per Leonard Rossiter com a personatge del títol. El personatge de Barron, CJ (Charles Jefferson), era el prepotent cap de Perrin, famós per la frase ganxo "I didn't get where I am today by...". Fins i tot ho va fer servir en un anunci de televisió filmat per a una companyia d'assegurances de Nova Zelanda als anys vuitanta. També va aparèixer a l'especial de Nadal de Duty Free del 1986.
Va ser president del sindicat d'actors Equity del 1978 al 1982 i vicepresident el 1977 i de nou del 1984 al 1989. La seva única afició era gaudir del bon vi, cosa que també va inspirar el seu amic Leonard Rossiter. Actiu partidari del partit conservador, va presentar una difusió política del partit en el seu nom als anys vuitanta i va recolzar les polítiques del seu partit al programa Newsnight de la BBC.
Es va casar tres vegades: primer amb l'actriu Joan Sterndale-Bennett que aviat va acabar en divorci, després amb Joan Peart, que va morir el 1989 després de 40 anys de matrimoni, i finalment amb Helen Christie, que va morir el 1995. Va tenir dues fillastres, del segon i del tercer matrimoni. Barron va romandre actiu en la professió fins a la seva mort als 83 anys.

## Filmografia

### Pel·lícules
| Any  | Títol                             | Paper            | Notes               |
| ---- | --------------------------------- | ---------------- | ------------------- |
| 1948 | Acacia Avenue                     | Michael Carraway | Pel·lícula per a TV |
| 1948 | Chldren to Bless You              | Ronnie Trent     | Pel·lícula per a TV |
| 1949 | Mountain Air                      | Hamish Laurie    | Pel·lícula per a TV |
| 1960 | Sink the Bismarck!                | Oficial P.R.O.   | Sense acreditar     |
| 1961 | The Day the Earth Caught Fire     | Primer subeditor | Sense acreditar     |
| 1961 | The Court Martial of Major Keller | M.O. Aubrey      |                     |
| 1962 | Jigsaw                            | Ray Tenby        |                     |
| 1962 | A Chance to Shine                 | Henry            | Pel·lícula per a TV |
| 1971 | Incense for the Damned            | Diplomàtic       |                     |
| 1973 | Hitler: The Last Ten Days         | Dr. Stumpfegger  |                     |
| 1974 | The Turn of the Screw             | Senyor Fredricks | Pel·lícula per a TV |
| 1980 | La feréstega domada               | Vincentio        | Pel·lícula per a TV |
| 1981 | Otelo                             | Duc de Venècia   | Pel·lícula per a TV |
| 1982 | The Funny Side of Christmas       | C.J.             | Pel·lícula per a TV |
| 1983 | Al-Mas 'Ala Al-Kubra              | General Haldane  |                     |
| 1984 | To Catch a King                   | Selby            | Pel·lícula per a TV |
| 1985 | Thirteen at Dinner                | Lord Edgware     | Pel·lícula per a TV |

### Televisió
| Any       | Títol                                | Paper                                                   | Notes                                                                                       |
| --------- | ------------------------------------ | ------------------------------------------------------- | ------------------------------------------------------------------------------------------- |
| 1953      | BBC Sunday Night Theatre             | Cecil Harvey                                            | Episodi: "The Lake"                                                                         |
| 1957      | Sword of Freedom                     | Merchant                                                | Episodi: "Angelica's Past"                                                                  |
| 1957      | The Vise                             | Tony Preem                                              | Episodi: "Corpse with a Sword"                                                              |
| 1958      | The Vise                             | Dr. Marsden                                             | Episodi: "Death in a Flask"                                                                 |
| 1958      | Theatre Night                        | Geoffrey Harrison                                       | Episodi: "Any Other Business"                                                               |
| 1958      | ITV Television Playhouse             | Anthony Storey                                          | Episodi: "The Heat of the Evening"                                                          |
| 1958      | Armchair Theatre                     | Henry Walpole                                           | Episodi: "I Can Destroy the Sun"                                                            |
| 1959      | The Wright People                    | Geoffrey Fairchild                                      | Regular                                                                                     |
| 1959      | Glencannon                           | John Castle                                             | Paper recurrent                                                                             |
| 1959-1964 | Emergency Ward 10                    | Harold de la Roux                                       | Regular                                                                                     |
| 1960      | Hotel Imperial                       |                                                         | Episodi: "The Cinderella in 104"                                                            |
| 1960      | On Trial                             | Travers Humphreys                                       | Episodi: "Sir Roger Casement"                                                               |
| 1960      | No Hiding Place                      | Inspector Ferris                                        | Episodi: "Raising Old Harry"                                                                |
| 1960      | Saturday Playhouse                   | Charles                                                 | Episodi: "Family Occasion"                                                                  |
| 1960      | BBC Sunday-Night Play                | Gerrard                                                 | Episodi: "The Wind and the Sun"                                                             |
| 1960      | ITV Play of the Week                 | Lieutenant Colonel Reeve                                | Episodi: "Carrington V.C."                                                                  |
| 1961      | ITV Play of the Week                 | Dr. Horsham                                             | Episodi: "Harriet"                                                                          |
| 1961      | BBC Sunday-Night Play                | Patrick McNally                                         | Episodi: "Off Centre"                                                                       |
| 1961      | Our Mister Ambler                    |                                                         | Episodi: "The Blow Lamp"                                                                    |
| 1961      | Plateau of Fear                      | Dr. Miguel Aranda                                       | Paper recurrent                                                                             |
| 1961      | Deadline Midnight                    | Globe's Counsel                                         | Episodi: "Libel Story"                                                                      |
| 1962      | Ghost Squad                          | Lazenger                                                | Episodi: "The Grand Duchess"                                                                |
| 1963      | Tales of Mystery                     | Colonel Masters                                         | Episodi: "The Doll"                                                                         |
| 1963      | Brian Rix Presents...                | Dr. Rodd                                                | Episodi: "Caught Napping"                                                                   |
| 1963      | Dial RIX                             | Sir William Pardon                                      | Episodi: "What a Chassis"                                                                   |
| 1963      | Laughter from the Whitehall          | Freddie Neville                                         | Episodi: "High Temperature"                                                                 |
| 1964      | Sergeant Cork                        | Monsieur Billot                                         | Episodi: "The Case of the Great Pearl Robbery"                                              |
| 1964      | Story Parade                         | Bartlett                                                | Episodi: "The Flaw in the Crystal"                                                          |
| 1964      | Joan of Arc                          | Archbishop                                              | Minisèrie                                                                                   |
| 1965      | Armchair Mystery Theatre             | Inspector France                                        | Episodi: "Time and Mr Madingley"                                                            |
| 1965      | Undermind                            | Sir Geoffrey Tillinger                                  | 2 episodis                                                                                  |
| 1965      | Cluff                                | Mr. Liddler                                             | Episodi: "The Dictator"                                                                     |
| 1965      | 199 Park Lane                        | Sir George Strudwick                                    | Paper recurrent                                                                             |
| 1965      | Out of the Unknown                   | Sir John                                                | Episodi: "The Midas Plague"                                                                 |
| 1966      | The Man in the Mirror                | Edmund Beatty                                           | Paper recurrent                                                                             |
| 1966      | The Avengers                         | Henge                                                   | Episodi: "A Sense of History"                                                               |
| 1966      | Armchair Theatre                     | Oficial del govern                                      | Episodi: "The Battersea Miracle"                                                            |
| 1966      | Pardon the Expression                | Lord Penge                                              | Episodi: "The Dinner Party"                                                                 |
| 1966      | Comedy Playhouse                     | The Dean, The Very Reverend Lionel Pugh-Critchley       | Episodi: "The Bishop Rides Again"                                                           |
| 1966      | Three Rousing Tinkles                | Consultor                                               | Episodi: "The Best I Can Do for You by Way of a Gate-leg Table Is a Hundred-weight of Coal" |
| 1966      | The Troubleshooters                  | Price                                                   | Episodi: "Someone's Head Has to Roll"                                                       |
| 1966      | The Woman in White                   | Sir Percival Glyde                                      | Paper recurrent                                                                             |
| 1966      | The Power Game                       | Sir. Trevor Hoylake                                     | 2 episodis                                                                                  |
| 1966-1969 | Softly, Softly                       | Assistant Chief Constable Austin Gilbert                | Regular                                                                                     |
| 1966-1971 | All Gas and Gaiters                  | The Dean, The Very Reverend Lionel Pugh-Critchley       | Regular                                                                                     |
| 1967      | Girl in a Black Bikini               | Francis Heager                                          | Paper recurrent                                                                             |
| 1967      | The Beverly Hillbillies              | Xofer                                                   | Paper recurrent                                                                             |
| 1968      | The Saint                            | Neal Lammerton                                          | Episodi: "The Scales of Justice"                                                            |
| 1969      | Jackanory                            | Bert                                                    | Episodi: "No One Must Know"                                                                 |
| 1969      | Department S                         | Byrom Blain                                             | Episodi: "The Bones of Byrom Blain"                                                         |
| 1969      | Hadleigh                             | Ministre                                                | Episodi: "M.Y.O.B."                                                                         |
| 1970      | Ace of Wands                         | Bartlett Bonnington                                     | Episodi: "The Smile"                                                                        |
| 1970-1971 | Timeslip                             | Morgan C. Devereaux                                     | Paper recurrent                                                                             |
| 1970-1972 | Doomwatch                            | Ministre                                                | Regular                                                                                     |
| 1971      | The Mind of Mr. J.G. Reeder          | Earl of Colebrooke                                      | Episodi: "Find the Lady"                                                                    |
| 1972      | Spyder's Web                         | Admiral Manders                                         | Episodi: "Red Admiral"                                                                      |
| 1972      | Pathfinders                          | James Harley                                            | Episodi: "Sitting Ducks"                                                                    |
| 1973      | The Rivals of Sherlock Holmes        | Sir Revel Revell, Q.C.                                  | Episodi: "The Missing Q.C.s"                                                                |
| 1973      | Ooh La La!                           | Soldignac                                               | Episodi: "Paying the Piper"                                                                 |
| 1973      | Romany Jones                         | Mr. Ruskin                                              | Episodi: "Look After the Pennies"                                                           |
| 1973      | Harriet's Back in Town               | Peter Ward                                              | Paper recurrent                                                                             |
| 1973      | The Protectors                       | Insurance Executive                                     | Episodi: "Baubles, Bangles and Beads"                                                       |
| 1973      | Thirty Minutes Worth                 |                                                         | 1 episodi                                                                                   |
| 1973-1982 | Crown Court                          | Justice Mitchernor                                      | Regular                                                                                     |
| 1976      | The Fosters                          | Mr. Hudd                                                | Episodi: "Situations Vacant"                                                                |
| 1976      | Victorian Scandals                   | Colonel Truelove                                        | Episodi: "A Pitcher of Snakes"                                                              |
| 1976-1979 | The Fall and Rise of Reginald Perrin | C.J.                                                    | Regular                                                                                     |
| 1977      | The Sunday Drama                     | Doctor                                                  | Episodi: "The Late Wife"                                                                    |
| 1977-1978 | The Foundation                       | Sir Clive Farmer                                        | Regular                                                                                     |
| 1978      | Wodehouse Playhouse                  | Reverend Stanley Brandon                                | Episodi: "Mulliner's Buck-U-Uppo"                                                           |
| 1979      | Spooner's Patch                      | President del Golf Club                                 | Episodi: "Par for the Course"                                                               |
| 1979      | The Glums                            | Surgeon                                                 | 1 episodi                                                                                   |
| 1979      | Jackanory Playhouse                  | Wizard of Crumm                                         | Episodi: "The Wizard of Crumm and the Ice Princess"                                         |
| 1979-1980 | Shelley                              | Cyril                                                   | Paper recurrent                                                                             |
| 1979-1983 | Potter                               | The Vicar                                               | Regular                                                                                     |
| 1980      | The Gentle Touch                     | Victor Beresford                                        | Episodi: "Loyalties"                                                                        |
| 1981      | To the Manor Born                    | Lumsden                                                 | 2 episodis                                                                                  |
| 1981      | Cowboys                              | Surgeon                                                 | Episodi: "Operation Douche"                                                                 |
| 1981-1986 | Sí, ministre                         | Sir Ian Whitchurch, Secretari permanent de medi ambient | 2 episodis                                                                                  |
| 1982      | Whoops Apocalypse                    | The Deacon                                              | Regular                                                                                     |
| 1984      | Kelly Monteith                       |                                                         | Series regular                                                                              |
| 1984-1986 | No Place Like Home                   | Mr. Wilberforce                                         | 2 episodis                                                                                  |
| 1985      | Alice in Wonderland                  | The Caterpillar                                         | Minisèrie                                                                                   |
| 1985      | Terry and June                       | Judge                                                   | Episodi: "Terry in Court"                                                                   |
| 1985      | Me and My Girl                       | Mr. Brocklebank                                         | Episodi: "Forty Years On"                                                                   |
| 1986      | Duty Free                            | Sir Geoffrey Stoneleigh-Jackson                         | Episodi: "A Duty Free Christmas"                                                            |
| 1988      | Don't Wait Up                        | Sir Geoffrey Lawson                                     | 1 episodi                                                                                   |
| 1990      | Brush Strokes                        | Salamander General                                      | 1 episodi                                                                                   |
| 1992      | In Sickness and in Health            | Sir Reginald Woodley                                    | 1 episodi                                                                                   |
| 1994      | The Hypnotic World of Paul McKenna   |                                                         | 1 episodi                                                                                   |
| 1994      | Paris                                | Pare de Degout                                          | Episodi: "La solitude"                                                                      |
| 1996      | The Legacy of Reginald Perrin        | C.J.                                                    | Regular                                                                                     |